# Муратходжаев, Вали
Вали Муратходжаев — советский хозяйственный, государственный и политический деятель.

## Биография
Родился в 1916 году. Член КПСС.
В 1936—1984 гг.:
- счетовод колхоза,
- старший бухгалтер Госбанка Ташкента, Самарканда,
- кредитный инспектор, управляющий райотделением Госбанка, заместитель председателя Хорезмского облисполкома,
- председатель Ургенчского горисполкома,
- управляющий Кашкадарьинской облконторой Госбанка,
- ревизор Госбанка СССР при Узбекской конторе Госбанка, управляющий Узбекской конторой сельхозбанка,
- 1957-1984 министр финансов Узбекской ССР.

Избирался депутатом Верховного Совета Узбекской ССР 4-10-го созывов.
Умер после 1984 года.